# Jean II de la Palud
Pour les articles homonymes, voir Palud.
Jean II de la Palud, seigneur de Jarnosse, de Bernage et de Villereys, est un abbé d'Ainay, de la première moitié du XIVe siècle.

## Biographie
Jean II de la Palud devient abbé de Saint-Martin d'Ainay, en 1313.
Son prieuré ayant pris une certaine importance, il décide de l'édification d'un château. Le 24 mars 1317, il conclut un pacte avec le seigneur de Montluel Jean, pour délimiter leurs droits respectifs sur la juridiction de Cuire.